# Île aux Cochons
Die Île aux Cochons (deutsch: Schweine-Insel) ist die drittgrößte und westlichste Insel der Crozetinseln im südlichen Indischen Ozean. Sie gehört politisch zum französischen Überseeterritorium „Terres australes et antarctiques françaises“.

## Geographie
Die angenähert runde Vulkaninsel hat einen Durchmesser von etwa 9 km und weist dabei eine Fläche von etwa 67 km² auf. Sie erreicht im Mont Richard-Foy, einem Stratovulkan, eine Höhe von 853 m über dem Meer und stellt somit die dritthöchste Insel der Inselgruppe dar. Etwa 15 km nordöstlich der Île aux Cochons liegen die Îlots des Apôtres, etwa 30 Kilometer südöstlich liegt die Île des Pingouins. Von der größten Insel des Archipels, der Île de la Possession, ist sie etwa 110 Kilometer entfernt.

## Geschichte
Die Insel wurde im Januar 1772 von Marc-Joseph Marion du Fresne entdeckt. Amerikanische Robbenjäger setzten um 1820 Schweine als Lebendvorrat auf der Insel aus und nannten sie fortan Hog Island. Die Schweine verursachten schwere Schäden an der dort heimischen Flora und Fauna, sind unterdessen jedoch ausgestorben. In der Nacht vom 8. auf den 9. März 1887 erlitt die Mannschaft des französischen Frachters Tamaris unweit der Île des Pingouins Schiffbruch. Die 13-köpfige Besatzung rettete sich auf die Île aux Cochons und baute sich eine notdürftige Unterkunft. Ihr gelang es am 4. August, einen Riesensturmvogel mit einer Nachricht zu versehen, der tatsächlich am 18. September in der 5700 Kilometer entfernten westaustralischen Stadt Fremantle gefunden wurde. Das wegen der langen Kommunikationswege erst spät in Madagaskar gestartete französische Kriegsschiff La Meurthe erreichte am 1. Dezember die Insel. Dort konnte man statt der Schiffbrüchigen lediglich ein Tagebuch des Kapitäns auffinden, aus dem hervorging, dass sie am 30. September mit einem Floß aufgebrochen waren, um die Île de la Possession zu erreichen, auf der sie allerdings niemals ankamen.

## Fauna
Die Île aux Cochons besaß große Kolonien von Königspinguinen. In den 1980er Jahren wurden dort 500.000 Paare gesichtet. Im August 2018 teilten Forscher mit, dass bei einer erneuten Zählung nur noch etwa 60.000 Brutpaare festgestellt wurden.